# Tấn hầu Tiệp
Tấn hầu Tiệp (chữ Hán: 晉侯燮), tên thật là Cơ Tiệp (姬燮), là vị vua thứ hai của nước Tấn - chư hầu nhà Chu trong lịch sử Trung Quốc.
Tấn hầu Tiệp là con của Đường Thúc Ngu – vua khai quốc nước Tấn.
Sử ký không nêu rõ thời gian ông làm vua nước Tấn bắt đầu và kết thúc khi nào. Các sự kiện lịch sử trong thời gian ông làm vua cũng không rõ. Sau khi ông mất, con ông là Cơ Ninh Tộc lên nối ngôi, tức là Tấn Vũ hầu.